# 15年後のラブソング
『15年後のラブソング』（15ねんごのラブソング、Juliet, Naked）は2018年のアメリカ合衆国・イギリスのロマンティック・コメディ映画。監督はジェシー・ペレッツ、主演はローズ・バーンとイーサン・ホークが務めた。ニック・ホーンビィが2009年に発表した小説『Juliet, Naked』を原作とし、15年前に忽然と姿を消した伝説的ロックスターと彼に心酔する男、その恋人の三角関係を描いている。

## ストーリー
イギリスの港町、サンドクリフ。アニーは同地の郷土史博物館を亡き父から継いで経営している。彼女はパートナーのダンカンと長く一緒に暮らしており、何不自由ない生活を送っていたが、どこか物足りなさを感じていた。
ダンカンはロック歌手、タッカー・クロウの歌をこよなく愛していた。タッカーは1993年を最後に表舞台から姿を消したこともあって、伝説の存在と化していた。そんなある日、ダンカンはタッカーの代表曲『Juliet』のデモテープが収められたアルバム『Juliet, Naked』を入手し、何回も繰り返し聞いていたが、アニーはその出来に満足できなかった。それを正直に伝えたところ、アニーはダンカンと口論になってしまった。アニーはどうにも納得がいかず、ダンカンが運営するタッカーのファンサイトに『Juliet, Naked』を酷評するレビューを投稿した。
しばらくして、アニーの元にタッカー本人から「率直な感想を述べてくれたことに感謝致します」というメールが届いた。それをきっかけに、2人はメールのやり取りを始めたが、この予期せぬ出会いが2人の人生を大きく変えることになった。

## キャスト
- アニー・プラット: ローズ・バーン - 郷土史博物館の経営者。
- タッカー・クロウ: イーサン・ホーク - 米国の元ロックスター。
- ダンカン・トムソン: クリス・オダウド - ポップカルチャーの講師。タッカーに心酔。
- ジャクソン: アジー・ロバートソン - タッカーの幼い息子。
- ロズ・プラット: リリー・ブレイジャー - アニーの妹。レズビアン。
- リジー: アヨーラ・スマート - タッカーの大学生の娘。ミュージシャンのザックとの子を妊娠中。
- カーリー: リリー・ニューマーク - ロズのガールフレンド。すぐに破局。
- ジーナ: デニース・ゴフ（英語版） - ダンカンの同僚の講師。
- キャット: エレノア・マツウラ（英語版） - タッカーの元妻。ジャクソンの母親。
- キャリー: ミーガン・ドッズ（英語版） - タッカーとの間に双子の息子クーパーとジェシーを産んだ女性。
- グレイス: エマ・ペッツ - タッカーと元恋人ジュリーの娘。
- エリオット: ジミー・O・ヤン ※クレジットなし[3]

## 製作
2016年10月21日、ジェシー・ペレッツが本作の監督に起用され、イーサン・ホーク、ローズ・バーン、クリス・オダウドが本作の出演交渉に臨んでいると報じられた。2017年8月9日、ミーガン・ドッズがキャスト入りした。12月22日、ネイサン・ラーソンが本作で使用される楽曲を手掛けるとの報道があった。2018年8月17日、ミラン・レコーズが本作のサウンドトラックを発売した。

## 公開・興行収入
2018年1月19日、本作はサンダンス映画祭でプレミア上映された。2月2日、ライオンズゲートとロードサイド・アトラクションズが本作の全米配給権を購入したと報じられた。6月29日、本作のオフィシャル・トレイラーが公開された。8月17日、本作は全米4館で限定公開され、公開初週末に6万886ドル（1館当たり1万5221ドル）を稼ぎ出し、週末興行収入ランキング初登場46位となった。

## 評価
本作は批評家から好意的に評価されている。映画批評集積サイトのRotten Tomatoesには161件のレビューがあり、批評家支持率は83%、平均点は10点満点で6.85点となっている。サイト側による批評家の見解の要約は「『15年後のラブソング』のストーリーに新鮮味はない。しかし、ローズ・バーンとイーサン・ホークの相性は抜群であり、2人をはじめとする魅力的なキャスト陣の好演のお陰で、同作は出来映えが良くなった。」となっている。また、Metacriticには33件のレビューがあり、加重平均値は67/100となってい。